# العلاقات الفلسطينية الكوبية
العلاقات الكوبية الفلسطينية هي العلاقات الدولية بين دولة فلسطين وكوبا. فلسطين لديها سفارة في العاصمة الكوبية هافانا.

## التاريخ
صوتت كوبا ضد قرار تقسيم فلسطين؛ وذلك «لأنهم لا يستطيعون أن يكونوا طرفاً في إكراه الأغلبية في فلسطين». أفاد الوفد الكوبي أنه تم الضغط عليه للتصويت بنعم.
في عام 1973، أعلن فيدل كاسترو في القمة الرابعة لدول عدم الانحياز في الجزائر قطع العلاقات الدبلوماسية مع إسرائيل والاعتراف بمنظمة التحرير الفلسطينية. في العام التالي، تم استقبال ياسر عرفات زعيم منظمة التحرير الفلسطينية كرئيس للدولة، ولاحقًا أُنشئت ممثلية لدولة فلسطين تطورت إلى سفارة لاحقًا في كوبا.
في 1 يونيو 2006، تسلم الرئيس الفلسطيني محمود عباس أوراق اعتماد رونالدو جونزاليز تيليز سفيرًا غير المقيم لكوبا لدى فلسطين في تونس.